# Gens Curcia

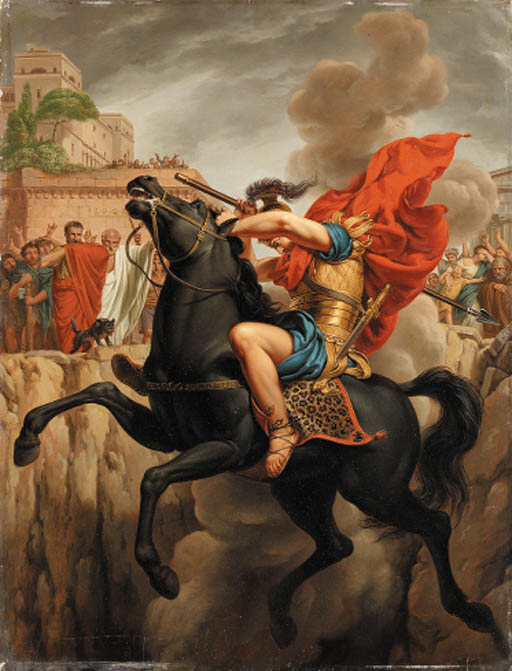
El Sacrificio de Marcus Curtius

La gens Curcia era una antigua pero menor familia noble de la Antigua Roma, con ambas ramas, patricia y plebeya. El único miembro de la gens que llegó al consulado bajo la República fue Gaius Curtius Philo, en 445 a. C. Unos cuantos Curtii ostentaron magistraturas menores durante la República, y había dos cónsules suffectus en tiempo imperial. Sin embargo, la gens es más recordada por una serie de leyendas que datan de la fundación tradicional de la ciudad en la República temprana.

## Origen
Según la leyenda, Mettius Curtius era un dirigente de las fuerzas sabinas, que atacó Roma después del Rapto de las sabinas. Los primeros golpes se intercambiaron entre Curtius y el guerrero romano, Hostus Hostilius. Después de una feroz lucha, Hostilius fue herido, y los romanos retrocedieron, perseguidos por Curtius. Justo entonces, el rey romano, Rómulo, dirigió sus mejores tropas contra el avance de Curtius. Perseguido por los romanos, el caballo de Curtius se asustó del griterío y cayó en las ciénagas, sumergiéndose en aguas superficiales, y sólo con gran esfuerzo fue capaz de liberarse. Después, este tramo de agua llegó a conocerse como Lacus Curtius.  En tiempo posterior, el Lacus Curtius fue drenado y se convirtió en parte del Foro Romano. La escapatoria de Curtius fue descrita en un relieve, excavado en 1553 entre la Columna de Focas y el Templo de Cástor y Pólux, el cual parece ser copia de un original, quizás del siglo II a. C..
Además de la historia de Mettius Curtius, otras dos leyendas derivan el nombre del lacus de Curtii posteriores. Según una versión, la tierra del Foro cedió, y un joven llamado Marcus Curtius se sacrificó saltando dentro, plenamente armado y montado a caballo, para cumplir una profecía que decía que la brecha sólo podría cerrarse con un sacrificio, sobre el que descansaría la grandeza futura de Roma. La tercera leyenda declara que el sitio había sido golpeado por un rayo, y que por orden del Senado, fue cerrado por el cónsul Gaius Curtius Philo.  La historia de Mettius Curtius puede derramar alguna luz sobre el origen de la gens Curtia, implicando que los Curtii eran de origen sabino.
El consulado de Gaius Curtius Philo en 445 a. C. es una indicación que la gens Curtia tiene que haber sido patricia, dado que el consulado en aquel tiempo no estaba abierto a los plebeyos. El aspecto de la familia en las leyendas del periodo más temprano de la historia romana también apoya esta identificación. Ya que la familia no fue particularmente ilustre en tiempos posteriores, hace improbable que estas historias tuvieran un desarrollo más tardío, con intención de halagar una casa noble poderosa. Sin embargo, hubo ciertamente Curtii plebeyos; Gaius Curtius Peducaeanus fue Tribuno de la plebe en 57 a. C., indicando que una rama plebeya se desarrolló en algún momento.

## Praenomina
Los Curtii son conocidos por haber utilizado los praenomina Mettius, Gaius, Marcus, Gnaeus, Quintus, y Publius, todos ellos, excepto Mettius, comunes durante la historia romana.

## Ramas y cognomina
Los cognomina utilizados por esta gens bajo la República son Peducaeanus, Philo, y Postumus.